# Подводные лодки типа «Сирена»
Подводные лодки типа «Сирена» (итал. Classe 600 serie Sirena) — серия итальянских подводных лодок времён Второй мировой войны. Относились к наиболее многочисленному в итальянском флоте 600-тонному классу субмарин. Стали развитием лодок типа «Аргонавт», от которых отличались чуть большим водоизмещением и немного измененными обводами корпуса. Вступили в строй в 1933—1934 годах. Строились на верфях «Кантьери Риунити делль Адриатико» — Монфальконе (CRDA), «Този» — Таранто (ТТ), «Кантьери Навале дель Куарнаро» — Фиуме (CNQ), «Одеро-Терни-Орландо», Муджиано, Специя (ОТО М).

## Список ПЛ типа «Сирена»
| Название на итальянском | Верфь | Спущена на воду | Начало службы | Конец службы                                                                                     |
| ----------------------- | ----- | --------------- | ------------- | ------------------------------------------------------------------------------------------------ |
| Ametista                | ОТО М | 26.4.1933       | 1.4.1934      | затоплена 12.9.43 возле Анконы                                                                   |
| Anfitrite               | CRDA  | 5.8.1933        | 22.3.1934     | потоплена в районе Крит — Касос глубинными бомбами и артиллерией английского эсминца Greyhound   |
| Diamante                | TT    | 21.5.1933       | 18.11.1933    | потоплена 20.6.40 возле Тобрука английской ПЛ Parthian                                           |
| Galatea                 | CRDA  | 5.10.1933       | 25.6.1934     | списана 1.2.48                                                                                   |
| Naiade                  | CRDA  | 27.3.1933       | 14.11.1933    | потоплена 14.12.40 возле Бардии глубинными бомбами английских эсминцев Hereward и Hyperion       |
| Nereide                 | CRDA  | 25.5.1933       | 12.2.1934     | потоплена 13.7.43 возле Аугусты глубинными бомбами и артиллерией английских эсминцев Echo и Ilex |
| Ondina                  | CRDA  | 2.12.1933       | 19.9.1934     | потоплена 11.7.42 возле Бейрута южноафриканскими вооруженными траулерами Protea и Southern Maid  |
| Rubino                  | CNQ   | 29.3.1933       | 21.3.1934     | потоплена в Ионическом море английским самолетом                                                 |
| Sirena                  | CRDA  | 26.1.1933       | 2.10.1933     | затоплена 9.9.43 в гавани Специи                                                                 |
| Smeraldo                | TТ    | 23.7.1933       | 29.11.1933    | погибла в сентябре — октябре 1943 в Средиземном море, причина не известна                        |
| Topazio                 | CNQ   | 15.5.1933       | 28.4.1934     | потоплена 12.9.43 у юго-восточного побережья Сардинии по ошибке английским самолетами            |
| Zaffiro                 | OTO М | 28.6.1933       | 4.6.1934      | погибла в июне — июле 1942. Возможно потоплена 9.6.42 английскими самолетами                     |